# Philodromus albicans
Philodromus albicans là một loài nhện trong họ Philodromidae.
Loài này thuộc chi Philodromus. Philodromus albicans được Octavius Pickard-Cambridge miêu tả năm 1897.